# L'Apprentie sorcière (Mélusine)
Pour les articles homonymes, voir L'Apprentie sorcière (homonymie).
L'Apprentie sorcière est le 15e album de bande dessinée mettant en scène le personnage de Mélusine, sorti en 2007. Les dessins sont de Clarke et le scénario de Gilson.

## Synopsis
L'album est composé de 29 gags d'une page chacun, d'un de deux pages, d'un de trois pages, d'un de quatre pages et d'un de six pages. Malgré tout, contrairement aux albums précédents, il existe une certaine continuité et les 44 planches forment une histoire complète.
Pirouline, la demi-sœur de Mélusine, doit s'absenter quelques jours. Elle lui demande de bien vouloir garder sa fille, Malicella, adolescente au caractère difficile. Elle ne veut pas qu'on la prenne pour une enfant et ne rêve que d'une chose: apprendre la sorcellerie.

## Source
- www.bedetheque.com, « Mélusine » (consulté le 18 août 2008)